# Mu Kanazaki
Mu Kanazaki (金崎 夢生, Kanazaki Mu, Tsu, 16 februari 1989) is een Japans voetballer die als aanvaller speelt bij Sagan Tosu.

## Clubcarrière
Mu Kanazaki speelde tussen 2007 en 2009 voor Oita Trinita en tussen 2012 en 2012 voor Nagoya Grampus. Hij tekende in 2013 bij 1. FC Nürnberg.

## Interlandcarrière
Mu Kanazaki debuteerde in 2009 in het Japans nationaal elftal en speelde 11 interlands.

## Erelijst
Oita Trinita
- J.League Cup

2008

## Statistieken
| Japans voetbalelftal | Japans voetbalelftal | Japans voetbalelftal |
| Jaar                 | Wed.                 | Dlp.                 |
| -------------------- | -------------------- | -------------------- |
| 2009                 | 1                    | 0                    |
| 2010                 | 4                    | 0                    |
| 2011                 | 0                    | 0                    |
| 2012                 | 0                    | 0                    |
| 2013                 | 0                    | 0                    |
| 2014                 | 0                    | 0                    |
| 2015                 | 1                    | 1                    |
| 2016                 | 4                    | 1                    |
| 2017                 | 1                    | 0                    |
| Totaal               | 11                   | 2                    |